# M60 (kulomet)
Kulomet M60 (oficiální označení Machine Gun, 7.62mm, M60 nebo M-60) je standardním kulometem všeobecného využití v bitevním poli, který je využíván pozemní armádou Spojených států amerických a jenž nahradil starší automatickou pušku BAR a kulomety M1917 a M1919 Browning. S výrobou se začalo v roce 1957.
V dnešní době je kulomet v ozbrojených silách Spojených států nahrazován modely M240 a M249 SAW, ale stále se těší veliké oblibě a je využíván i v ozbrojených silách dalších zemí jako například Austrálie, Jižní Koreje a Tchaj-wanu. Kulomet je vyráběn i v 21. století. Zbraň byla navržena pro použití v útočných i obranných akcích. Přenosnost a vysoká kadence poskytuje při útoku dostatečnou palebnou podporu, která znemožňuje obráncům aktivně klást odpor. Při obraně má daleký účinný dostřel a rychlost střelby podporuje obranná postavení.
Pro zvýšení přesnosti zbraně se využívá podpěrový systém v podobě dvounožky či trojnožky. S trojnožkou je možno účinně zasáhnout cíle na vzdálenost 1100 metrů, s dvounožkou 800 metrů. Na stojící cíl se udává účinný dostřel 600 metrů a na cíl v pohybu (osoby) přibližně 200 metrů. Zbraň má ale schopnost zabít cíl až na vzdálenost 1500 metrů při dostatečné palebné dávce do prostoru cíle. Při střelbě na větší vzdálenost je ale třeba počítat s určitým rozptylem střel.
Kulometné družstvo většinou tvoří dva vojáci. Střelec má za úkol vedení palby a druhý voják nabíjení zbraně pomocí dlouhých pásů, které se zaklapávají do zbraně z svrchní části. Obsluha zbraně je pro jednu osobu poměrně složitá, proto je nutná dvoučlenná obsluha. Základní muniční bedna obsahuje přibližně 600 až 900 nábojů, což umožňuje vedení soustavné palby po přibližně dvě minuty. Ve válce ve Vietnamu bylo běžné, že každý voják v útvaru byl vybavován ještě kulometným pásem o 200 nábojích, aby v džungli bylo možno vést mnohem delší palbu.
Zbraň se většinou označuje jako M60, ale v oficiální vládní literatuře se využívá označení M-60.

## Historie

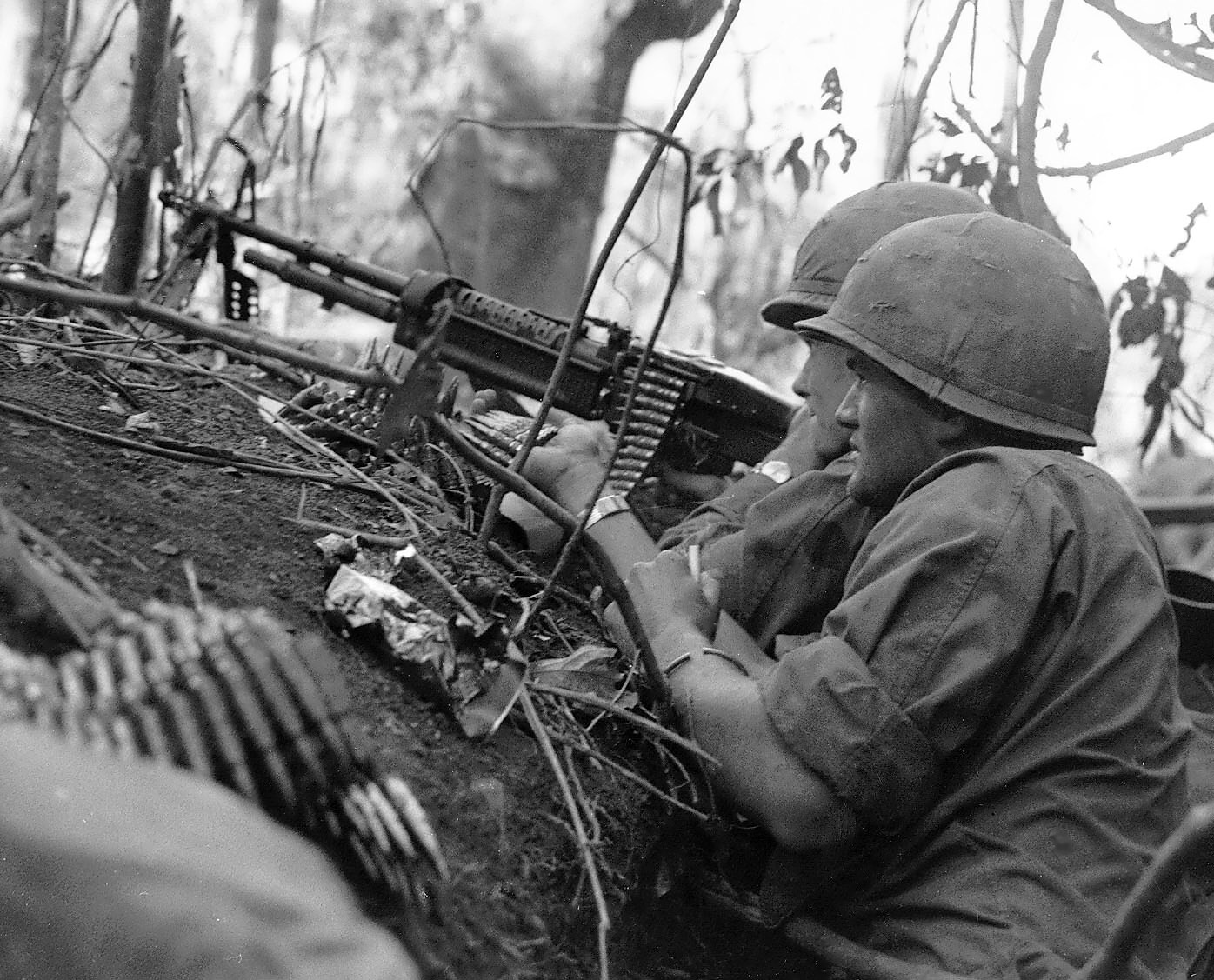
M60 ve Vietnamu

Historie zbraně sahá do 40. let 20. století, kdy byla součástí programu pro výrobu nového lehkého kulometu, který by využíval náboje ráže 7,62 mm. M60 se dočkal prvního většího nasazení během vietnamské války, kdy byl využíván bojovými jednotkami proti jednotkám Vietkongu. Zbraň si zde získala značnou mediální popularitu, která se následně odrazila v množství televizních show a filmů, kde tato zbraň vystupovala (nejznámějším filmem je Rambo se Sylvestrem Stallonem v hlavní roli). V následujícím desetiletí, během 80. let, začal být M60 ve výzbroji americké armády nahrazován modernější zbraní, kulometem M249 a na konci 20. století M240. Posledně jmenovaná zbraň se dostala do výzbroje armády roku 1977 a do výzbroje pěchoty přešla v 90. letech. M240 je sice o něco těžší než M60, ale je velmi oceňován pro svoji vysokou spolehlivost navzdory poměrně složitému plynovému systému.
V Austrálii je M60 nahrazován kulometem typu FN Minimi z rodiny M249.

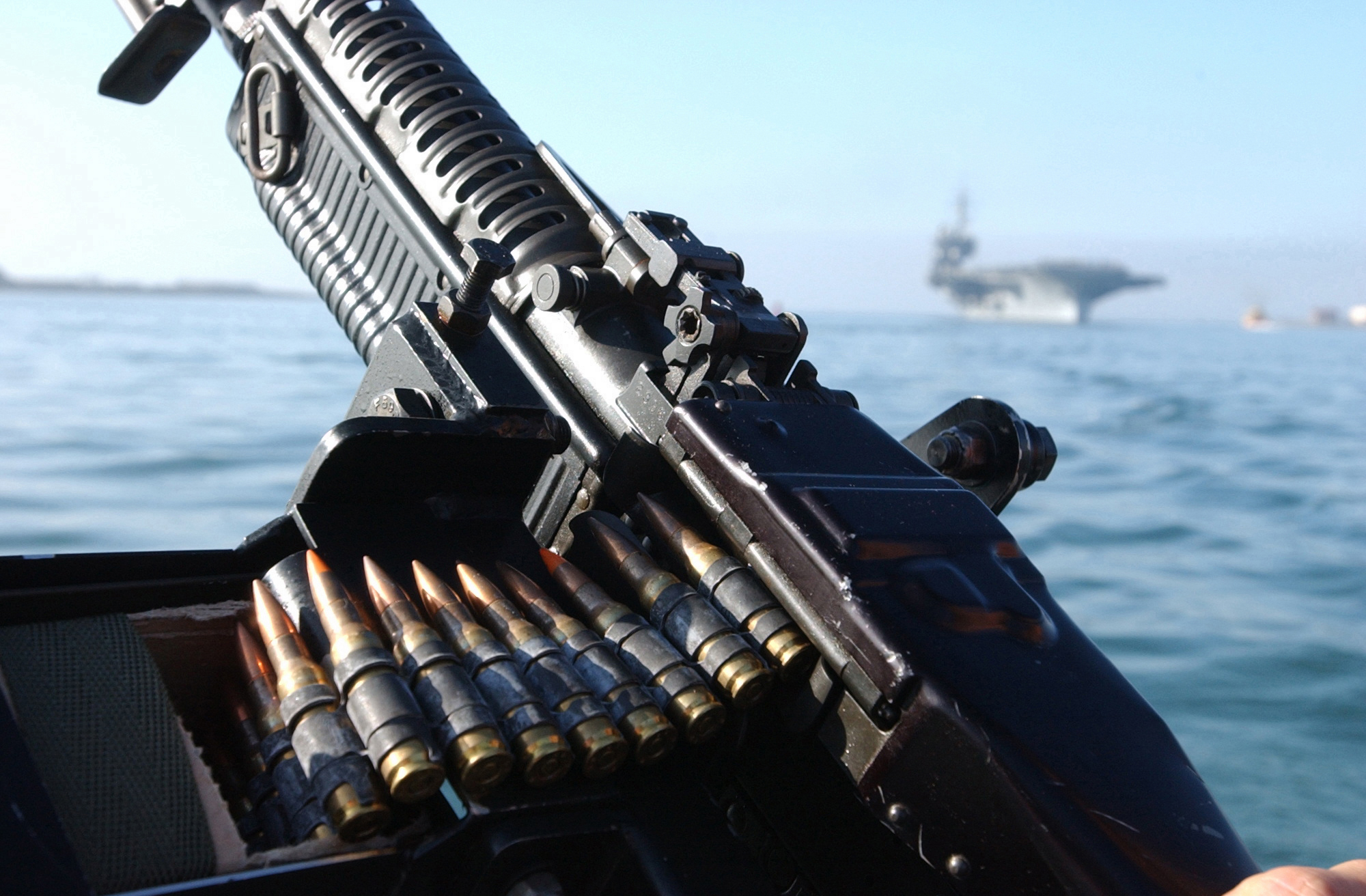
Pohled na nábojový pás a nabíjecí mechanismus M60 ve službách U.S. Navy.

Při návrhu kulometu M60 se vycházelo z mnoha poznatků získaných z testů konkurenčních zbraní, koncepcí nábojového pásu se ale výrazně liší od starších systémů, jako byl např. jeho předchůdce ve výzbroji US Army, kulomet Browning M1919A4. Zatímco Browningy používaly tkané nábojové pásy, kovový pás kulometu M 60 se při střelbě rozpadá na jednotlivé články, jež jsou spolu s nábojnicemi postupně vyhazovány ze zbraně. Pásy jsou k jednotkám distribuovány již naplněné náboji a jsou určeny k jednorázovému použití. Konstrukční tým M60 využil upravený mechanismus nábojového podavače z MG 42, možnost rychlé výměny hlavně při jejím poškození, či přehřátí (podle československého vzoru ZB 1930), konkurenční návrhy pažby a spouště. Plynový mechanismus u M60 je zcela unikátní a vykazoval značnou technickou náročnost na dobu svého vzniku a přímo vycházel z plynového systému Lewis. Výsledek byl velmi jednoduchý a tím pádem snadný na údržbu a čištění. Jak se však záhy ukázalo, nešlo z uživatelského hlediska zdaleka o ideální řešení.
Oficiálně vstoupil M60 do aktivní služby v roce 1957 a je ve výzbroji U.S. Army do dnešních dnů. Jeho oblíbenost značně kolísá a je závislá na modelu, který střelec používal a na místě, kde jej ke střelbě využíval. V dnešních dnech[kdy?] je M60 stále ve výzbroji helikoptér U.S. Army (na počátku 21. století mělo dojít k přezbrojení), u speciálních jednotek a u jednotek Navy SEALs.
Zbraň byla ve službě po velmi dlouhou dobu, což mělo za následek její postupné zestárnutí. Na trhu se objevují stále nové, modernější, silnější, lehčí a spolehlivější zbraně, které pozvolna vytlačují M60 z trhu. V konkurenci přesto nadále obstojí její novější modely, které postupně procházely vylepšováním. M60 přecházejí od výzbroje armády k záložním jednotkám.
Konstrukce M60 vycházela z německého druhoválečného kulometu MG 42, mnozí puškaři se domnívají, že původní koncept německého kulometu byl značně zhoršen a že použití původního MG 42 by bylo mnohem účinnější.

## Design

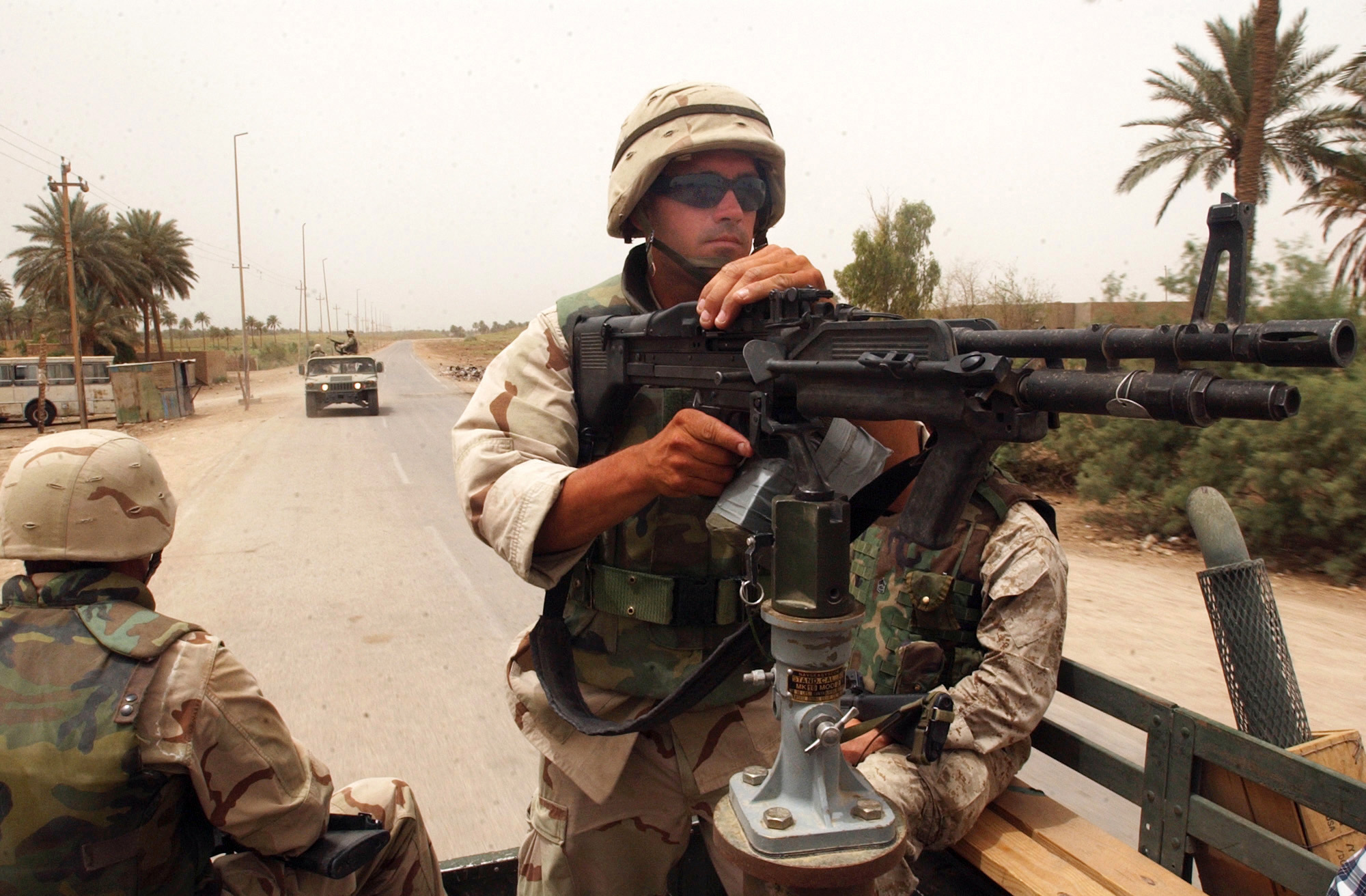
Americký voják při hlídce v Iráku s namontovaným kulometem na vozidle pro zvýšení bezpečnosti konvoje.

M60 je zbraň chlazená vzduchem, využívající k činnosti mechanismu tlaku spalných plynů, odebíraných z vývrtu hlavně příčným kanálkem v její stěně. Odvedená část spalných plynů působí na píst (plunžr), ovládající chod nosiče závorníku. Jde o plně automatickou zbraň zásobovanou municí z nábojových pásů, ráže 7,62 x 51 mm NATO (T-44, 7,62×51, civilní varianta .308 Winchester) odpovídající specifikaci NATO. Munice je většinou podávána pásem o 100 nábojích. Ze zbraně je možno pálit z pozice v leže, ve stoje „od boku“ a s opěrkou. Doporučuje se používat dvounožku (či trojnohý podstavec) pro co největší přesnost střelby a střílet v krátkých dávkách 3–5 výstřelů. Zbraň je mezi univerzálními kulomety relativně lehká, a tudíž náročná na udržení přesného zaměření při střelbě bez opory, vzhledem ke značnému zpětnému rázu.

### Kritika a změny

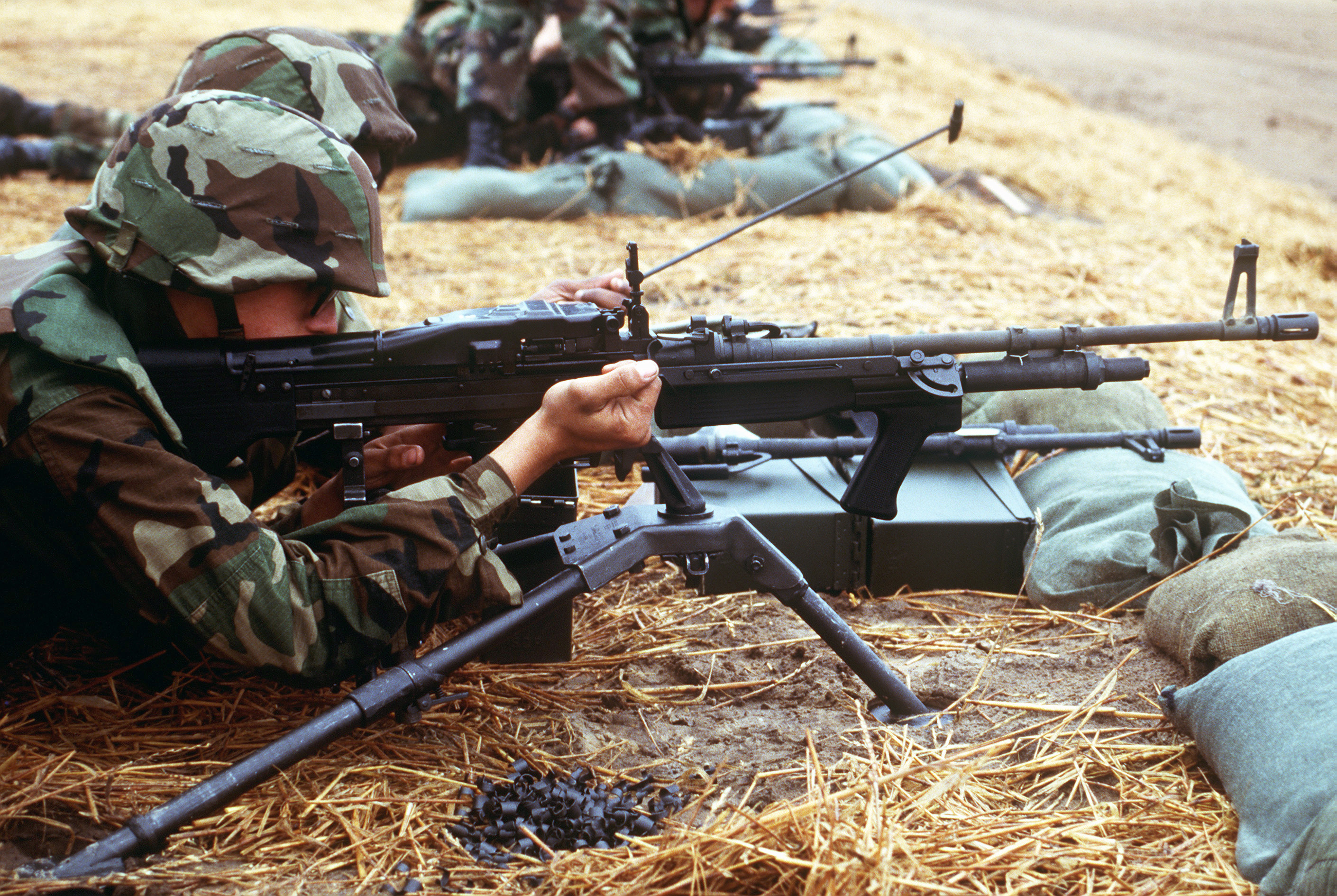
M60E3

Během prvotního testování zbraně v bojových podmínkách se zdálo, že zbraň bude poměrně efektivní a spolehlivá, ale její první ostré bojové nasazení v prostředí Jihovýchodní Asie jasně ukázala několik potenciálních problémů. Zbraň bylo pro další boje nutné vylepšit. Někteří kritici vytýkali M60 její váhu, ale většina soudobých zbraní podobného ražení měla podobnou či vyšší hmotnost. Dokonce se jednalo o nejlehčí kulomet na 7,62 mm náboje. Přesto s dvojnožkou váží kolem 10 kg, pokud k tomu připočteme náhradní hlavně, několik set nábojů v pásech, soupravu náhradních dílů a další nezbytnosti, snadno zjistíme, proč bývají k obsluhám kulometů vybírání statní a urostlí muži. Zbraň je také poměrně objemná a neohrabaná, vojáci US Army jí díky této vlastnosti dali přezdívku „The Pig“ (Prase). Obecně vzato trpí společným neduhem všech univerzálních kulometů, zbraní „sedících na dvou židlích“ – pro plnění úlohy lehkého kulometu (s dvojnožkou) je dost těžká a objemná, zatímco jako podpůrná zbraň na stupni roty (s trojnohým podstavcem) má nedostatečnou palebnou mohutnost.
Pro bojové jednotky nasazené ve Vietnamu byla největším problémem značná nespolehlivost zbraně a sklon k přehřátí hlavně. Hlaveň bylo nutno měnit asi po 150–200 výstřelech, aby nedošlo k jejímu poškození. Přitom se přišlo na další konstrukční vadu: Dvojnožka je uchycena na hlavni, nikoli na zbrani samotné, a kulometník tedy nemá při výměně hlavně zbraň o co opřít – musí ji držet v náruči. Hlaveň původního modelu také neměla žádnou rukojeť, takže nabíječ/pomocník nemohl vyjmout do ruda rozžhavenou hlaveň ze zbraně, aniž by si popálil ruce. Pokud nebyly po ruce azbestové rukavice, musel si vypomáhat různými hadry nebo (nejčastěji) vlastní čepicí. Zvláště v případech znečištění vnitřností prachem a blátem (což v podmínkách Vietnamu bylo téměř samozřejmostí), nebo při zanesení pístového mechanismu povýstřelovými zplodinami, se M60 snadno „splaší“ – nosič závorníku při zpětném pohybu doběhne dost daleko dozadu k tomu aby závorník nabral z nábojiště další náboj, zavedl jej do komory a odpálil, ale ne dost daleko na to, aby byl zachycen ozubem spoušťového mechanismu. V takovém případě zbraň střílí dávkou bez možnosti přerušení a jediný způsob, jak ji zastavit, je pevně přidržet nábojový pás. Rychlé přehřívání se stalo hlavním důvodem, proč izraelská armáda odmítla přijmout M60 do své výzbroje. Byla také složitější na údržbu a čištění než Browning Automatic Rifle. Poruchovost v zákopech byla hlavním důvodem, proč se zbraň začala u pěchoty stahovat a přezbrojovat na M249 a M240. M240 není vlastně ničím jiným, než poněkud upravenou verzí slavného kulometu FN MAG, který pod názvem GPMG (General Purpose Machine Gun) používá již řadu let s velkým úspěchem britská armáda.

## Modifikace zbraně

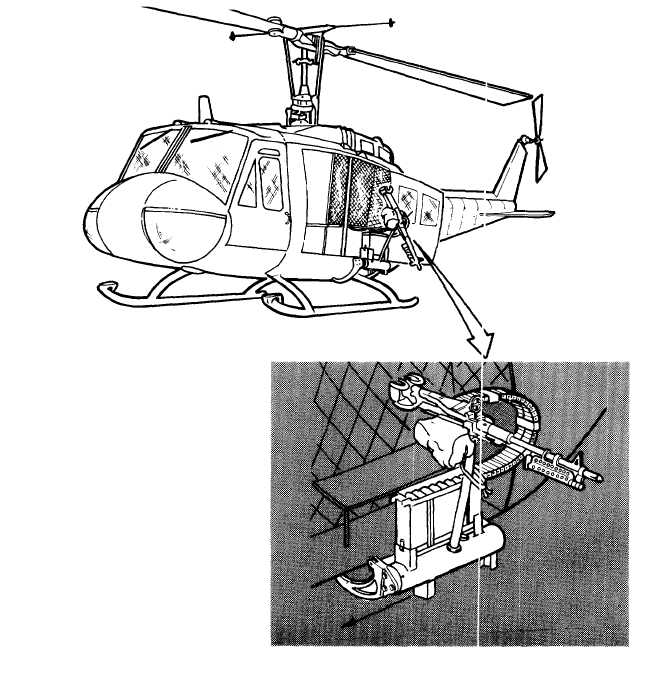
M60 na vrtulníku UH-1D

- T161 – označení vývojářské verze M60 před její zařazení jako vzoru v 50. letech 20. století
- M60 – základní model, zařazen jako vzor v roce 1957.
- M60E1 – vylepšená verze, která ale nevešla do výroby
- M60E2 – využívána na vozidlech jako otočný kulomet s elektrickou spouští
- M60B – využíván na bojových helikoptérách v 60. a 70. letech 20. století
- M60C – montován do přední části letadel v 60. a 70. letech 20. století, elektrická spoušť
- M60D – nahradil M60B, využíván převážně v opancéřovaných helikoptérách
- M60E3 – vylepšená a odlehčená verze, která byla dodána do výzbroje v 80. letech 20. století
- M60E4 (Mk 43 Mod 0/1) – vylepšený model z 90. let 20. století, který vypadá podobně jako vzor E3, ale který má mnohá vylepšení. Vzor má další podvarianty a je využíván i U.S. Navy (jako Mk 43 Mod 0/1).